# 愛迪生電燈公司
愛迪生照明公司（英語：Edison Illuminating Company）是美國電力公司，於1878年由湯瑪斯·愛迪生在紐約與J·P·摩根和范德比爾特家族等金融家組建。
愛迪生會於該公司內的實驗室製作燈泡，並於1879年除夕夜利用其發明的燈泡，安裝於洛帕克街上，使得整條街燈火通明。